# Aeroporto de Mafra
O Aeroporto de Mafra, também conhecido como Aeroporto Hugo Werner, é um aeroporto brasileiro que serve ao município de Mafra, no estado de Santa Catarina. Possui pista de grama medindo: 920 metros, e sinalizada.

## Características
- Nome: Aeroporto Hugo Werner
- Latitude: 26º9'30" S
- Longitude: 49º49'54" W
- IATA: QMF
- ICAO: SSMF
- Altitude: 2690 pés
- Terminal de passageiros:
- Pista: 920 x 100 m
- Piso: G
- Sinalização: S